# تل كرين (نيويورك)
تل كرين، هو جبل يقع في جبال كاتسكيل في نيويورك جنوب غرب فرانكلين. يقع تل فاندرفورت من شمال شرق، ويقع تل بوبلار في الغرب،ويقع تل هودجز جنوب شرق تل كرين